# Catedrala Sfânta Treime din Bonn
Catedrala Sfânta Treime (în greacă Αγία Τριάς, transliterat: Aghía Triás, în germană Metropolitankirche Agia Trias) este un lăcaș de cult din Bonn, construit în 1977 drept catedrală a Mitropoliei Ortodoxe a Germaniei⁠(d), subordonată Patriarhiei Ecumenice de Constantinopol. Orașul Bonn era în vremea respectivă capitala provizorie a Germaniei de Vest.